# Mawine G. Diggs
Pour les articles homonymes, voir Diggs (homonymie).
Mawine G. Diggs (née vers 1982) est une administratrice et femme politique libérienne. En 2020, elle est nommée ministre du Commerce et de l'Industrie du Liberia. Le 26 juillet 2022, elle prononce le 175e discours de la Journée nationale de l'indépendance de son pays.

## Biographie
Mawine G. Diggs est née vers 1982. Vers l’âge de sept ans, elle émigre aux États-Unis. Son père est mort pendant la guerre civile libérienne. Elle réalise ses études secondaires au Liberia mais elle retourne aux États-Unis pour ses études supérieures. Elle est d'abord diplômée en politique environnementale au Roanoke College en Virginie. Elle obtient ensuite une maîtrise en éducation de l'université de Clemson en Caroline du Sud.
En 2018, elle est à la tête du campus Est du Wayne County Community College District, dans le Michigan ; elle est alors responsable de 750 employés et d'un budget de 15 millions de dollars lorsque le nouveau président libérien George Weah la nomme directrice générale de la Commission nationale sur l'enseignement supérieur. Elle est la première femme à diriger la commission depuis sa création en 1989. La commission supervise les institutions du pays qui délivrent des diplômes et publie des lignes directrices à l'intention de ces organismes.
Elle est nommée ministre par intérim et vice-ministre et envoyée spéciale du président jusqu'à ce qu'elle soit promue ministre du gouvernement en 2020. Elle est nommée par le président pour diriger le ministère du Commerce et de l'Industrie du Liberia.
Le 26 juillet 2022, elle prononce le 175e discours de la Journée nationale de l'indépendance sur le thème de la promotion de l'unité, encourageant les critiques à soutenir l’administration actuelle.